# مارك باين (كرة سلة)
مارك باين (بالإنجليزية: Mark Payne)‏ مواليد 17 يونيو 1988 في لوبوك، هو لاعب كرة سلة أمريكي. بدأ مسيرته الاحترافية في سنة 2011. يلعب في الدوري الفرنسي لكرة السلة الدرجة الأولى. يحمل الرقم 11. يبلغ طوله 6 قدم 8 بوصة (2.0 م).

## المسيرة الاحترافية
لعب مع بالونكيستو مالقا في الدوري الإسباني في موسم 2011–2012، ثم لعب مع نادي بانيونيس لكرة السلة في موسم 2012–2013، ثم لعب مع ريمس شمبانيا في الدوري الفرنسي في موسم 2014–2015، ثم لعب مع ليموج سي إس بي في موسم 2015–2016.

## روابط خارجية
- مارك باين على موقع الدوري الأوروبي لكرة السلة (الإنجليزية)
- مارك باين على موقع الدوري الإسباني لكرة السلة (الإسبانية)
- مارك باين على موقع كرة السلة الأوروبية.كوم (الإنجليزية)
- مارك باين على موقع DraftExpress.com (الإنجليزية)
- مارك باين على موقع كلية كرة السلة في سبورتس رفرنس.كوم (الإنجليزية)
- مارك باين على موقع ريلجم (الإنجليزية)
- مارك باين على موقع بروبوليرز (الإنجليزية)
- مارك باين على موقع سبورتس رفرنس (الإنجليزية)